# Simon Pistoris, o Velho
Simon Pistoris, o Velho (Leipzig, 1453 — Leipzig, 4 de Fevereiro de 1523) foi médico e professor de medicina da Universidade de Leipzig. Era filho de Nicolaus Pistoris (1411-1471), professor de Medicina, médico pessoal do eleitor e burgomestre de Leipzig. Estudou filosofia e medicina na Universidade de Leipzig. Em 1473 recebeu seu diploma de Mestrado em Filosofia e em 1487 diplomou-se como Doutor em Medicina.
Em 1489, assumiu o cargo de reitor da Faculdade de Medicina da Universidade de Leipzig. De 1501 a 1508 tornou-se médico particular do eleitor de Brandenburgo Joaquim I Nestor e burgomestre de Leipzig. Em 1506, contribuiu para a criação da Universidade de Frankfurt an der Oder, porém, manteve-se em Leipzig. Todavia, em 1508 lecionou Patologia na recem criada universidade. Foi considerado ardoroso defensor da medicina árabe, bem como foi um médico habilidoso e professor altamente valorizado.
Simon Pistoris foi casado três vezes e com sua segunda esposa, Margarete Martha Becker von Schmiedburg, quatro filhos, incluindo os juristas Simon Pistoris, o Jovem, uma filha chamada Ana, Marcus Schütz (1483–1539) e Hieronymus Rauscher, o Jovem (1517–1576), os dois últimos também foram prefeitos de Leipzig."

## Obras
- Positio de morbo franco, Leipzig 1498 (Livro sobre o surgimento da sífilis)
- Declaratio defensiva cujusdam positionis de malo franco, Leipzig 1500
- Confutatio confloratorum circa positionem quandam extraneam et puerilem a male franco, Leipzig 1501
- Ein Kurtz, schon und gar trostlich regiment wider die sweren und erschrecklichen Krankheit der Pestilentz, Leipzig 1506
- Consilium de peste - 1522